# Гоптарёв, Николай Семёнович
Николай Семёнович Гоптарёв (1899 год, станица Михайловская, Армавирский отдел, Кубанская область — дата смерти не известна, станица Михайловская, Курганинский район, Краснодарский край) — бригадир тракторной бригады Михайловской МТС Курганинского района Краснодарского края. Герой Социалистического Труда (1948).

## Биография
Родился в 1899 году в крестьянской семье в одном из сельских населённых пунктов современной Ростовской области. С 1930-х годов — тракторист колхоза имени Ленина Курганинского района, позднее — механизатор на Михайловской МТС Курганинского района. Участвовал в Великой Отечественной войне.
В 1946 демобилизовался и возвратился в Краснодарский край, где стал продолжил трудиться трактористом, бригадиром тракторной бригады на Михайловской МТС.
В 1947 году бригада Николая Гоптарёва убрала и обмолотила в среднем по 26,3 центнера пшеницы с каждого гектара на участке площадью 179 гектаров. Указом Президиума Верховного Совета СССР от 6 мая 1948 года «за получение высоких урожаев пшеницы и кукурузы в 1947 году» удостоен звания Героя Социалистического Труда с вручением Ордена Ленина и золотой медали Серп и Молот.
После выхода на пенсию проживал в станице Михайловская Курганинского района. Дата смерти не установлена.